# Olocausto in Lussemburgo

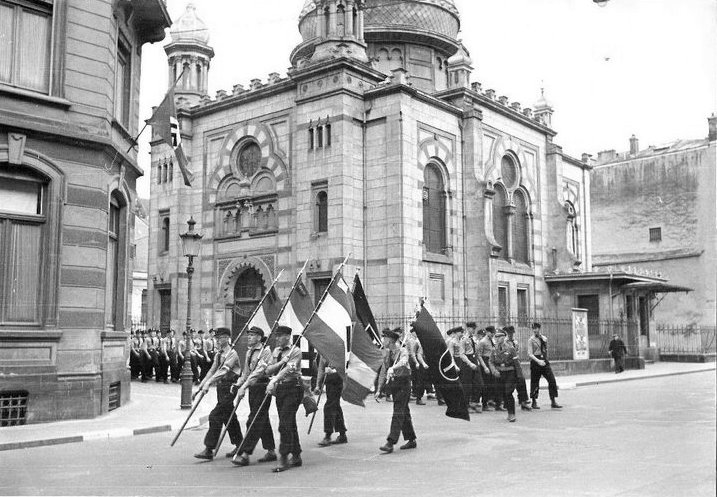
Parata nazista davanti alla sinagoga di Lussemburgo nel 1941, che fu distrutta nel 1943.

L'Olocausto in Lussemburgo si riferisce alla sistematica persecuzione, espulsione e omicidio degli ebrei del Lussemburgo in seguito all'occupazione e alla successiva annessione da parte della Germania nazista.

## L'invasione del Lussemburgo
Il 10 maggio 1940, la Germania nazista attuò il Piano Manstein violando la neutralità del Lussemburgo con l'invasione del suo territorio. La Granduchessa Carlotta e il governo Dupong fuggirono prima in Francia e poi in Inghilterra. 
I nazisti considerarono il territorio del Lussemburgo parte integrante del Terzo Reich e lo annetterono ufficialmente nell'agosto 1942. Dopo aver posto il paese sotto l'amministrazione militare, Hitler nominò il Gauleiter Gustav Simon a capo del Gau Koblenz-Trier, in carica dal 25 luglio 1940. A settembre entrarono in vigore le prime leggi antisemite. La gioventù lussemburghese fu arruolata nelle unità tedesche con la forza, innescando una serie di scioperi duramente repressi. Molti lussemburghesi scapparono a Londra con lo scopo di prestare servizio nella Brigata Piron a fianco dei belgi.

## La popolazione ebraica
La proporzione della popolazione ebraica nel Lussemburgo al 1940 è difficile da stimare: l'ultimo censimento della popolazione risale al 31 dicembre 1935 e contò 3.144 persone ritenute di fede ebraica, inclusi 870 cittadini lussemburghesi, ovvero l'1,1% della popolazione del Lussemburgo del 1935.
Nel 2009 una commissione fu incaricata di stabilire nel modo più preciso possibile la popolazione al 10 maggio 1940. Raccolse i dati in un fascicolo comprendente, tra l'altro, i cognomi, i nomi, il domicilio, il luogo di deportazione e, ove applicabile, la data di morte o di sopravvivenza alla guerra: l'obiettivo fu di trovare i beneficiari per restituire i beni saccheggiati dai nazisti.
|                          | 1935              | 1935                | 1940              | 1940                |
| ------------------------ | ----------------- | ------------------- | ----------------- | ------------------- |
|                          | Numero di persone | % sulla popolazione | Numero di persone | % sulla popolazione |
| Ebrei lussemburghesi     | 870               | 27,7                | 1005              | 25,7                |
| Ebrei non lussemburghesi | 2274              | 72,3                | 2902              | 74,3                |
| Totale                   | 3144              | 100                 | 3907              | 100                 |

Questo studio rivede leggermente al rialzo le stime di Paul Cerf del 1986 che menziona la cifra di 3.700 ebrei, ed è compatibile con le opinioni di Georges Als, il quale colloca la popolazione ebraica tra 3.500 e 4.000 persone di cui 1.005 cittadini lussemburghesi.
Dal 8 agosto 1940 al 15 ottobre 1941, data in cui i tedeschi vietarono l'emigrazione, circa 2.500 ebrei lasciarono il territorio per raggiungere la zona franca di Francia, la Svizzera e gli altri territori lasciati liberi dai nazisti. Più di 500 di loro furono catturati e deportati attraverso la Francia o il Belgio.

## Il CdZ-Gebiet Luxemburg
Dal 10 maggio al 25 luglio 1940, il Lussemburgo fu posto sotto l'amministrazione militare (Militärverwaltung) guidata da Walter von Reichenau. Il 25 luglio 1940 fu nominato il Gauleiter Gustav Simon e il Lussemburgo fu posto sotto la sua amministrazione civile (CdZ-Gebiet Luxemburg). Gustav Simon dipese dall'amministrazione militare di Bruxelles e il Lussemburgo fu annesso al distretto di Treviri, guidato da Heinrich Christian Siekmeier.

## Ordinanze tedesche e misure antisemite

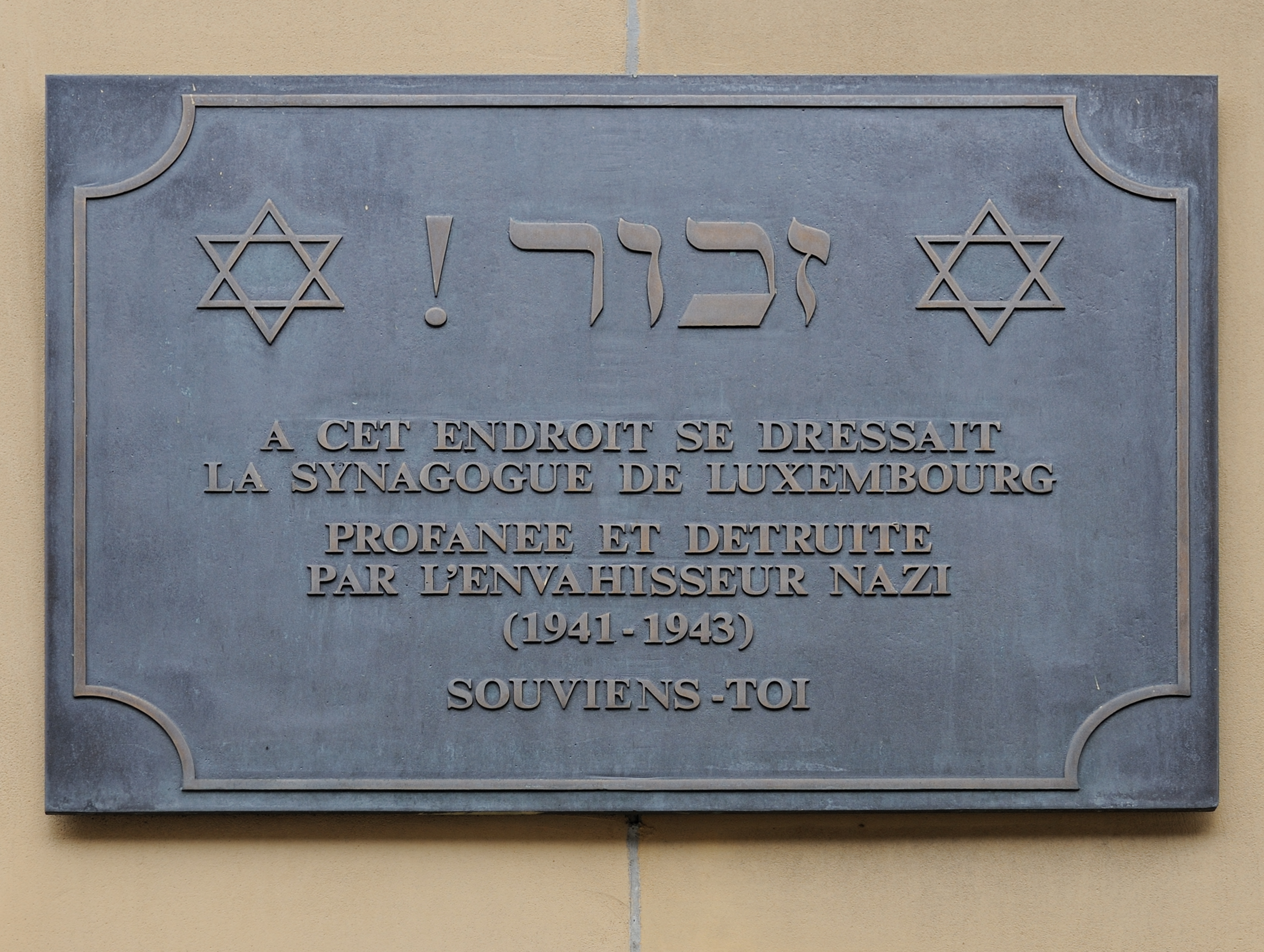
Targa commemorativa sul sito dell'ex sinagoga di Lussemburgo distrutta nel 1943.

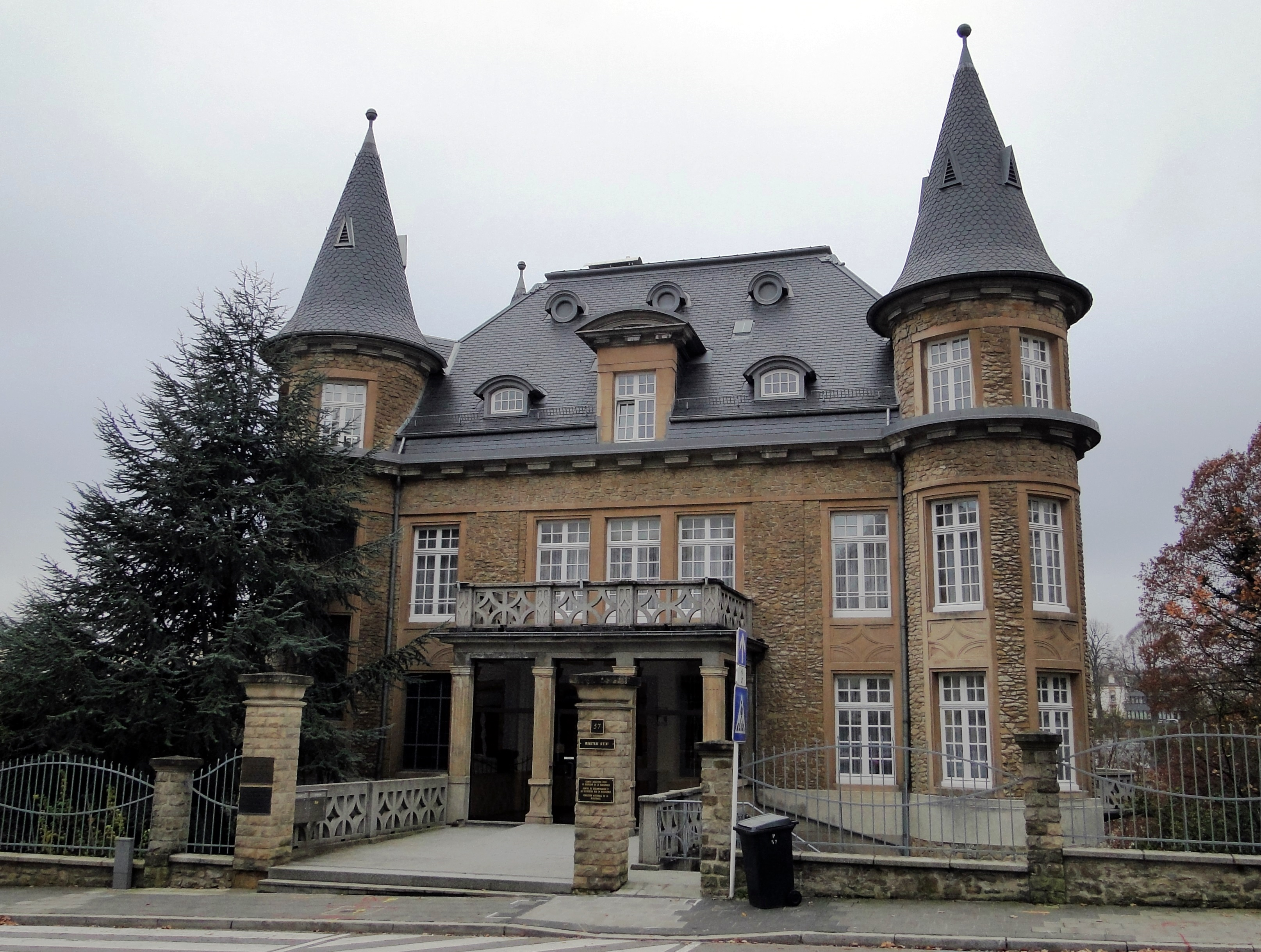
Villa Pauly, sede della Gestapo, in boulevard de la Pétrusse, Lussemburgo.

Il 5 settembre 1940, il Gauleiter Gustav Simon pubblicò le ordinanze con cui il Lussemburgo applicò le leggi di Norimberga del 1935 e le misure economiche antiebraiche del 1938. La Gestapo ordinò agli ebrei di lasciare il territorio entro due settimane ma il provvedimento non fu adottato a seguito dell'intervento del Concistoro israelita di Lussemburgo, che si offrì di farsi carico dell'emigrazione degli ebrei. Il 19 settembre 1940, le nuove ordinanze presero in considerazione i beni degli ebrei, prima l'oro ed i titoli, poi dal 1º ottobre, il denaro da depositare in banca: fu possibile ritirare solo 250 Reichsmark al mese. 
Nel dicembre 1940 fu fondata la Abteilung IV A (Juden und Emigrantenvermörgen), dipendente direttamente dalla RSHA di Berlino. Il 7 febbraio 1941, i beni degli ebrei emigrati furono sequestrati con effetto retroattivo verso quelle famiglie che avevano già lasciato il paese dal 10 maggio 1940. Il 18 aprile 1941, la spoliazione riguardò anche gli ebrei ancora residenti nel territorio. Il 3 giugno 1941, venne demolita la Sinagoga di Esch-sur-Alzette. A luglio 1943 anche la Sinagoga di Lussemburgo fu prima profanata e poi distrutta. Il 29 luglio 1941, una nuova ordinanza escluse completamente gli ebrei dalla sfera pubblica, con l'obbligo di indossare una fascia gialla sul braccio sinistro.
In agosto 1941, la Gestapo, che in precedenza aveva espulso la comunità e trasformato il convento di Cinqfontaines (Fünfbrunnen), aprì un campo di transito per gli ebrei del Lussemburgo prima di deportarli nei campi di sterminio di Theresienstadt, Litzmannstadt, Sobibor e Auschwitz. La Jüdisches Altersheim (letteralmente "casa di riposo per ebrei"), come era nota in quel periodo, poté contenere solo un centinaio di persone, ma molto rapidamente, accolse 400 persone, per lo più anziani e malati.
Il 4 settembre 1941, un centinaio di ebrei furono portati ai lavori forzati nelle cave di Nennig, nei cantieri dell'autostrada Eifel o negli stabilimenti Paul Wurth. Il 14 ottobre 1941, venne loro imposto di indossare la stella ebraica. Il 15 ottobre, per ordine di Heinrich Himmler, non fu più possibile emigrare.
Il 16 ottobre 1941, il primo convoglio della deportazione degli ebrei lasciò il territorio del Lussemburgo verso il ghetto di Łódź. Il giorno successivo, la stampa di propaganda nazista dichiarò il paese judenfrei. Altri sei convogli lasciarono il Lussemburgo, fino al 17 giugno 1943, data dell'ultimo convoglio alla volta di Theresienstadt. 475 ebrei furono deportati passando dal campo di Drancy e 90 attraverso il campo di Malines. In totale furono deportate 1289 persone di cui sopravvissero solo in 69 alla guerra.
| N° | Data di partenza del convoglio dal Lussemburgo | Deportati | Sopravvissuti | Destinazione               |
| -- | ---------------------------------------------- | --------- | ------------- | -------------------------- |
| 1  | 16 ottobre 1941                                | 327       | 12            | Ghetto di Łódź poi Chełmno |
| 2  | 23 aprile 1942                                 | 24        | 0             | Ghetto di Lublino          |
| 3  | 12 luglio 1942                                 | 24        | 0             | Auschwitz                  |
| 4  | 26 luglio 1942                                 | 24        | 2             | Theresienstadt             |
| 5  | 28 luglio 1942                                 | 157       | 11            | Theresienstadt             |
| 6  | 6 aprile 1943                                  | 99        | 18            | Theresienstadt             |
| 7  | 17 giugno 1943                                 | 9         | 1             | Theresienstadt             |
|    | Totale                                         | 664       | 44            |                            |
| +  | Ebrei deportati da Drancy                      | 475       | 20            |                            |
| +  | Ebrei deportati dal Malines                    | 90        | 5             | Auschwitz                  |
| +  | Altri deportati                                | 13        | 0             |                            |
| +  | Dispersi                                       | 47        | 0             |                            |
|    | Totale                                         | 1289      | 69            |                            |

## Processi e giudizi
Alla fine della guerra, la giustizia lussemburghese aprì 162 processi per giudicare i criminali nazisti. Furono comminate 44 condanne a morte, 15 assoluzioni e altre 103 condanne. Furono perseguiti 5.242 atti di collaborazione dai tribunali lussemburghesi, e in dodici casi fu pronunciata la condanna a morte.
Gustav Simon fu arrestato il 10 dicembre 1945, incarcerato nella prigione di Paderborn in attesa del suo trasferimento e del processo per crimini di guerra. Per sfuggire alla giustizia, si impiccò in cella il 18 dicembre 1945. I suoi resti furono riportati in Lussemburgo per l'identificazione. Il suo assistente Heinrich Christian Siekmeier fu condannato a sette anni di reclusione.
Fritz Hartmann, a capo dell'Einsatzkommando in Lussemburgo, fu condannato a morte, graziato e rimandato in Germania nel 1957; il suo vice Walther Runge fu condannato a morte in contumacia e non fu mai accusato. Josef Ackermann, responsabile dell'arianizzazione, fu condannato e rilasciato negli anni '50.
Richard Hengst (1903–1982), commissario della città di Lussemburgo (Stadtkommissar der Stadt Luxemburg) dal dicembre 1940 al luglio 1943, fu responsabile della polizia e del Sicherheitsdienst. Fu arrestato il 10 maggio 1945 dai sovietici e quindi imprigionato, poi rilasciato a causa delle ferite di guerra nel settembre 1945. Il Lussemburgo non lo perseguì.

## Responsabilità e riconoscimenti ufficiali
Nel 2009, sotto la presidenza di Paul Dostert, una commissione speciale per lo studio della spoliazione dei beni ebraici in Lussemburgo durante gli anni della guerra 1940-1945, presentò il suo rapporto in cui trattò solo la possibile collaborazione dell'apparato amministrativo rimasto in carica mentre il governo optò per l'esilio.
Nel 2011, Vincent Artuso discusse la tesi di dottorato in Lussemburgo e alla Sorbona di Parigi. Inviò anche un rapporto finale a Xavier Bettel:
A seguito di questo rapporto, nel 2015 il governo lussemburghese si scusò formalmente con il popolo ebraico. La negazione dell'Olocausto è ora un reato in Lussemburgo, art. 457-3 del codice penale.
Il 27 gennaio 2021, il governo lussemburghese ha firmato un accordo con il Concistoro israelita e l'Organizzazione ebraica mondiale per la restituzione, il cui obiettivo è regolarizzare le questioni irrisolte riguardanti la spoliazione degli ebrei in Lussemburgo in cui lo Stato si impegna, tra l'altro, ad acquisire e salvaguardare il Couvent de Cinqfontaines per creare un centro educativo e di commemorazione dell'Olocausto.

## Commemorazioni

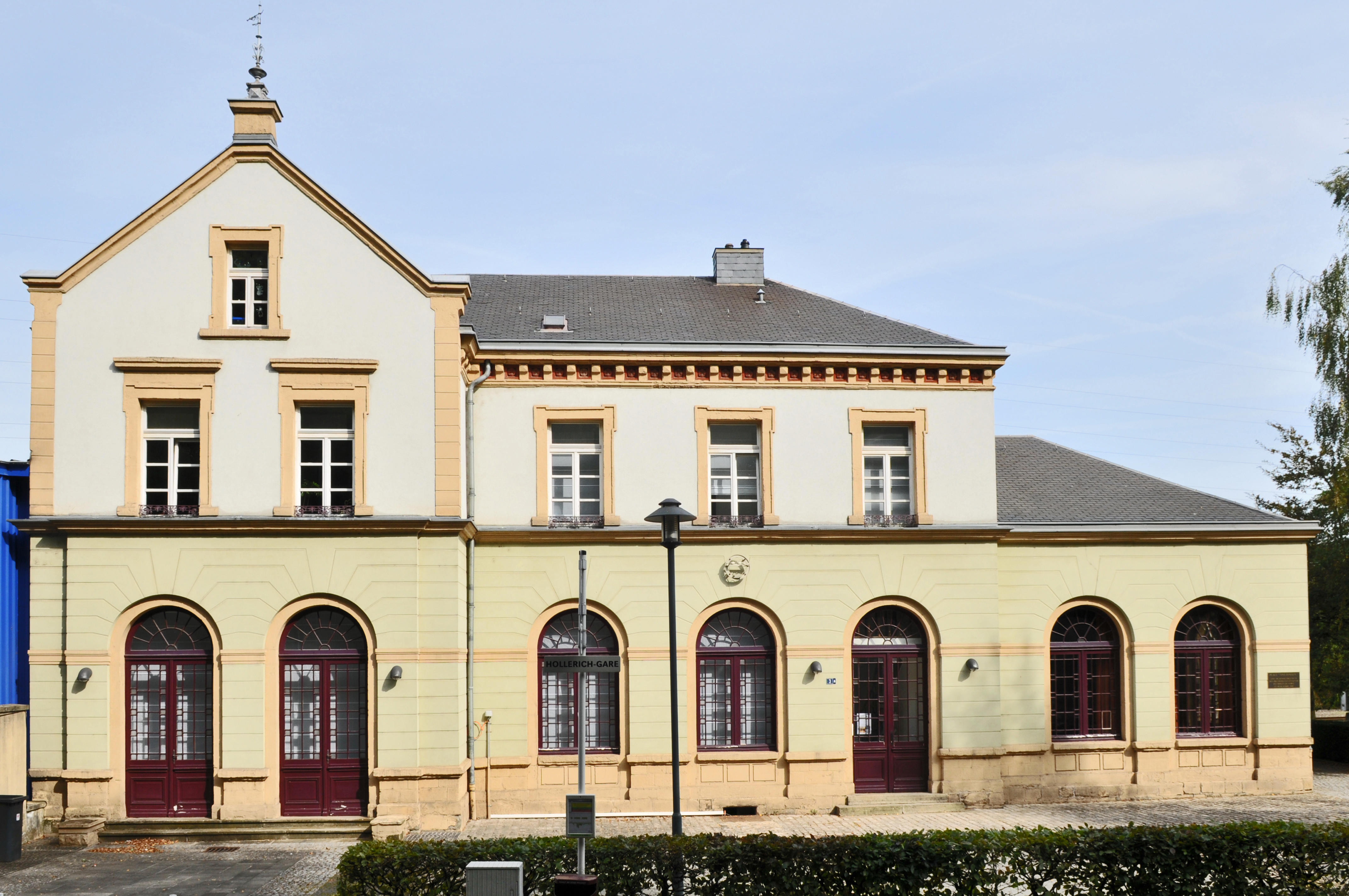
Memoriale della deportazione a Hollerich.

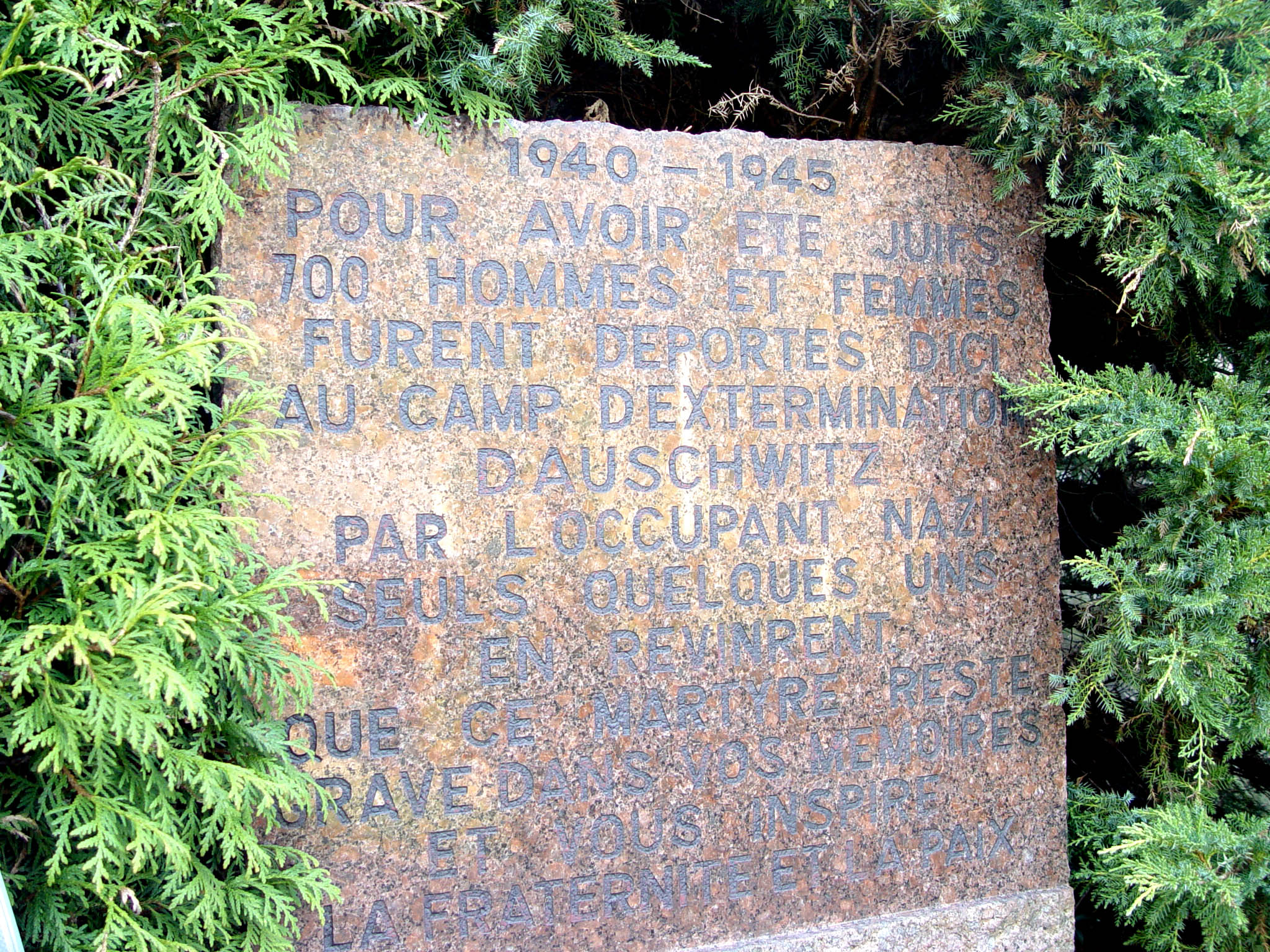
Monumento commemorativo a Cinqfontaines.

Dal 2009, il Lussemburgo, come la maggior parte dei paesi europei, commemora la memoria delle vittime della Shoah il 27 gennaio, data della liberazione del campo di Auschwitz. Questa commemorazione si svolse per 6 anni presso la stazione di Hollerich, luogo in alcun modo legato alla Shoah ma che soprattutto commemora la "deportazione militare" dei coscritti con la forza. Dal 2013, l'organizzazione no-profit MemoShoah organizza le cerimonie commemorative in diverse città del paese: su loro iniziativa furono posate cento pietre della memoria. Da oltre 20 anni, l'associazione "Testimoni della Seconda Generazione" organizza dei viaggi ad Auschwitz. 
Il 16 ottobre 2016, alla presenza del Granduca e di un gran numero di autorità, si svolse una grande cerimonia commemorativa della prima partenza del treno dei deportati dalla stazione centrale di Lussemburgo verso Litzmannstadt (ora Lodz) con 323 ebrei, a cui furono aggiunti altri 189 ebrei della regione di Treviri. Questa cerimonia si ripete annualmente in un contesto transfrontaliero organizzato da "grenzenlos gedenken" in tutte le stazioni da cui gli ebrei si stavano imbarcando.
Su iniziativa dell'associazione dei sopravvissuti ai campi di Auschwitz, il 6 luglio 1969, venne inaugurato a Cinqfontaines un memoriale realizzato dallo scultore Wercollier in memoria delle vittime della Shoah. Le commemorazioni vengono organizzate in questo luogo ogni prima domenica di luglio. Solo dal 17 giugno 2018, il Lussemburgo ha un proprio memoriale della shoah, inaugurato dal Granduca e dalla Granduchessa, creato dall'artista Shlomo Selinger e porta il nome di "monumento kadish".
Dal 2003, il Lussemburgo fa parte dell'Organizzazione internazionale per la cooperazione sulla perpetuazione e gli studi dell'Olocausto di cui il Lussemburgo ha ricoperto la presidenza nel biennio 2019-2020.

## Testimoni dell'Olocausto in Lussemburgo
- Robert Krieps (1922-1990), politico lussemburghese.
- Alfred Oppenheimer, testimone al processo Eichmann nel 1961.[16]
- Robert Serebrenik, rabbino, testimone anche lui al processo di Eichmann.

### Giusti tra le nazioni
Il 14 luglio 1970 Victor Bodson, ex ministro della giustizia e presidente della Camera dei deputati lussemburghese, è stato riconosciuto Giusto tra le nazioni dallo Yad Vashem Institute. Durante la seconda guerra mondiale, creò una rete di fuga che salvò un centinaio di ebrei. È l'unico lussemburghese ad aver ricevuto questo riconoscimento, riconoscimento tuttavia discutibile perché Bodson non rischiò mai direttamente la propria vita per aiutare gli ebrei.